# Bactrocera anomala
Bactrocera anomala
 es una especie de díptero que Drew describió por primera vez en 1971. Bactrocera anomala pertenece al género Bactrocera de la familia Tephritidae. Esta especie como plaga agrícola ha sido atacada por los agricultores en Vanuatu.